# Aleksei Pàjitnov
Aleksei Leonídovitx Pàjitnov (en rus: Алексе́й Леони́дович Па́житнов) (Moscou, 16 d'abril de 1955) és un enginyer i informàtic rus, inventor i programador del popular joc Tetris, mentre treballava a l'Acadèmia de Ciències de l'URSS.

## Biografia
Pàjitnov creà el Tetris amb l'ajuda de Dmitri Pavlovski i Vadim Gueràsimov el 1985. El joc, primer disponible a la Unió Soviètica, aparegué abans de la caiguda del teló d'acer el 1986. El Tetris estava controlat i patentat per la burocràcia soviètica, que ho anuncià amb el lema «Des de Rússia amb amor». Tot i que el govern soviètic el patentà, Pàjitnov no va rebre cap reconeixement per part del govern comunista.